# ت ع م+05:00
|  | التوقيت     | المنطقة                   |
|  | ----------- | ------------------------- |
|  | ت ع م+2:00  | MSK−1: توقيت كالينينغراد  |
|  | ت ع م+3:00  | MSK:+1 توقيت موسكو        |
|  | ت ع م+4:00  | MSK+1: توقيت سامارا       |
|  | ت ع م+5:00  | MSK+2: توقيت ييكاتيرينبرغ |
|  | ت ع م+6:00  | MSK+3: توقيت أومسك        |
|  | ت ع م+7:00  | MSK+4: توقيت كراسنويارسك  |
|  | ت ع م+8:00  | MSK+5: توقيت إركوتسك      |
|  | ت ع م+9:00  | MSK+6: توقيت ياكوتسك      |
|  | ت ع م+10:00 | MSK+7: توقيت فلاديفوستوك  |
|  | ت ع م+11:00 | MSK+8: توقيت سريدنكوليمسك |
|  | ت ع م+12:00 | MSK+9: توقيت كامشاتكا     |

|  | ت ع م+05:00 |
|  | ت ع م+06:00 |

ت ع م+05:00 (بالإنجليزية: UTC+05:00)‏، هو معرف لمنطقة زمنية تقع قبل التوقيت العالمي المنسق (ت ع م) بخمس ساعات +05، ويستخدم لقياس الوقت.

## التوقيت الرسمي

### طوال السنة
آسيا
- روسيا – توقيت ييكاتيرينبرغ
- كازاخستان (الجزء الغربي) – التوقيت في كازاخستان

- مقاطعة أكتوبي
- مقاطعة أتيراو
- مقاطعة مانكيستاو
- مقاطعة كازاخستان الغربية

- أوزبكستان
- طاجيكستان
- تركمانستان
- باكستان – توقيت باكستان

المحيط الهندي
- المالديف
- فرنسا – يستخدم التوقيت فقط في أراض فرنسية جنوبية وأنتارتيكية
- أستراليا – يستخدم التوقيت فقط في جزيرة هيرد وجزر ماكدونالد

القارة القطبية الجنوبية
- ماك. أرض روبرتسون

### صيفًا فقط
آسيا
- أذربيجان

## روابط خارجية
- ابحث عن مدن حاليًا بتوقيت ت ع م+05:00